# Хилл, Артур, 4-й маркиз Дауншир
Артур Уиллс Бланделл Сэндис Трамбулл Виндзор Хилл, 4-й маркиз Дауншир (англ. Arthur Wills Blundell Sandys Trumbull Windsor Hill, 4th Marquess of Downshire; 6 августа 1812 — 6 августа 1868) — англо-ирландский аристократ и чле парламента, носивший титул учтивости — граф Хиллсборо с 1812 по 1845 год.

## Биография
Родился 6 августа 1812 года. Старший сын Артура Хилла, 3-го маркиза Дауншира (1788—1845), и леди Мэри Виндзор (1790—1855), дочери Отера Хикмана Виндзора, 5-го графа Плимута. Граф Хиллсборо получил образование в Итоне и Крайст-Черче, Оксфорд. 4 июня он был произведен в прапорщики Королевской милиции Южного Дауна, полковником которой был его отец, а 10 сентября того же года был произведен в подполковники.
Он был назначен шерифом графства Даун в 1834 году. С 1836 по 1845 год он представлял графство Даун в Палате общин Великобритании, а также был мировым судьей графства Даун.
23 августа 1837 года граф Хиллсборо женился на достопочтенной Кэролайн Фрэнсис Стэплтон Коттон (1822 — 10 мая 1893), старшей дочери Стэплтона Коттона, 1-го виконта Комбермира (1773—1865), и Кэролайн Гревиль (? — 1837). У них было четверо детей:
- Артур Хилл, виконт Килварлин (10 июня 1841 — 28 июня 1841)
- Леди Элис Мэри Хилл (7 ноября 1842 — 25 февраля 1928), в 1867 году вышла замуж за Томаса Тейлора, графа Бектива[англ.] (1844—1893), и родила двух детей
- Артур Хилл, 5-й маркиз Дауншир (24 декабря 1844 — 31 марта 1874), второй сын и преемник отца
- Полковник лорд Артур Уильям Хилл[англ.]* (28 июля 1846 — 13 января 1931), 1-я жена с 1873 года Энни Нисида Денхэм Кукс (? — 1874); 2-я жена с 1877 года Энни Фортескью Харрисон (1848—1944). От двух браков у него было двое детей.

Он стал 4-м маркизом Даунширом 12 апреля 1845 года после смерти своего отца, а 30 июля был назначен полковником милиции своего отца. Его английской резиденцией был Истхэмпстед-парк в Беркшире, и в 1852 году он был назначен заместителем лейтенанта Беркшира, а 24 мая 1859 года стал кавалером Ордена Святого Патрика . В 1867 году он перестроил церковь Истхэмпстеда.